# Rafał Sobański
Rafał Sobański (ur. 10 sierpnia 1991 w Krotoszynie) – polski siatkarz, grający na pozycji przyjmującego.

## Sukcesy klubowe
Mistrzostwo I Ligi:
- 2011, 2016[5][6], 2023[7]
- 2010

Mistrzostwo II Ligi:
- 2015